# Eyre Highway
Der Eyre Highway ist ein Highway (eine Fernstraße) im Süden des australischen Kontinents. Er verbindet den Princes Highway und den Stuart Highway in Port Augusta (South Australia) mit dem Coolgardie-Esperance Highway in Norseman (Western Australia). Er hat eine Länge von 1675 km und ist Teil des australischen National Highway 1, der Perth mit Adelaide verbindet.

## Namensherkunft
Der Eyre Highway wurde nach dem Landerforscher Edward John Eyre benannt. E. J. Eyre war 1815 in Bedfordshire/England geboren. Er siedelte 1833 nach Sydney und von dort 1839 nach Adelaide. Er war Erforscher der Salzseen in SA, der Eyre Peninsula und der Great Australian Bight. Später war er Fürsprecher der Aborigines am Murray River. 1844 verließ er Australien, er starb 1901.

## Verlauf

### South Australia
Die Straße beginnt in Port Augusta, ca. 230 km nordwestlich von Adelaide, wo sich der Princes Highway (NA1) von Süden und der Stuart Highway (NA87) von Norden. treffen. Der Eyre Highway verlässt die Stadt Richtung Südwesten. Bereits 26 km weiter zweigt nach Süden der Lincoln Highway (B100) ab, der die Ostküste der Eyre-Halbinsel erschließt. Der Eyre Highway quert die Halbinsel im Norden. In der Mitte dieser Querung zweigt, ebenfalls nach Süden, der Tod Highway (B90) ab und erschließt die Mitte der Halbinsel. Von dort ab führt der Eyre Highway nach Nordwesten und nimmt kurz vor Ceduna den Flinders Highway (B100) auf, der an der Westküste der Eyre-Halbinsel verläuft. Die folgenden 486 km bis zur Grenze nach Western Australia durchläuft der Eyre Highway in einem Bogen nach Westen entlang der Küste der großen australischen Bucht, ohne größere Siedlungen und ohne nennenswerte Abzweige. Der westliche Teil dieser Strecke verläuft am Südrand der  Nullarbor-Wüste.

### Western Australia
Das Landschaftsbild setzt sich nach Überschreiten der Grenze fort. Die ca. 350 km bis zum Cocklebiddy Motel, wo eine unbefestigte Piste nach Rawlinna an der nördlich parallel verlaufenden transaustralischen Eisenbahn abzweigt, verläuft die Straße in der Nähe der Küste. Dann führt sie weitere 366 km  nach Westen, während die Küstenlinie nach West-Südwesten zieht. Hier befindet sich auch das längste gerade Straßenstück (s. u.). In Norseman trifft der Eyre Highway auf den in Nord-Süd-Richtung verlaufenden Coolgardie Esperance Highway (N94 / R1) und endet.

## Besonderheiten

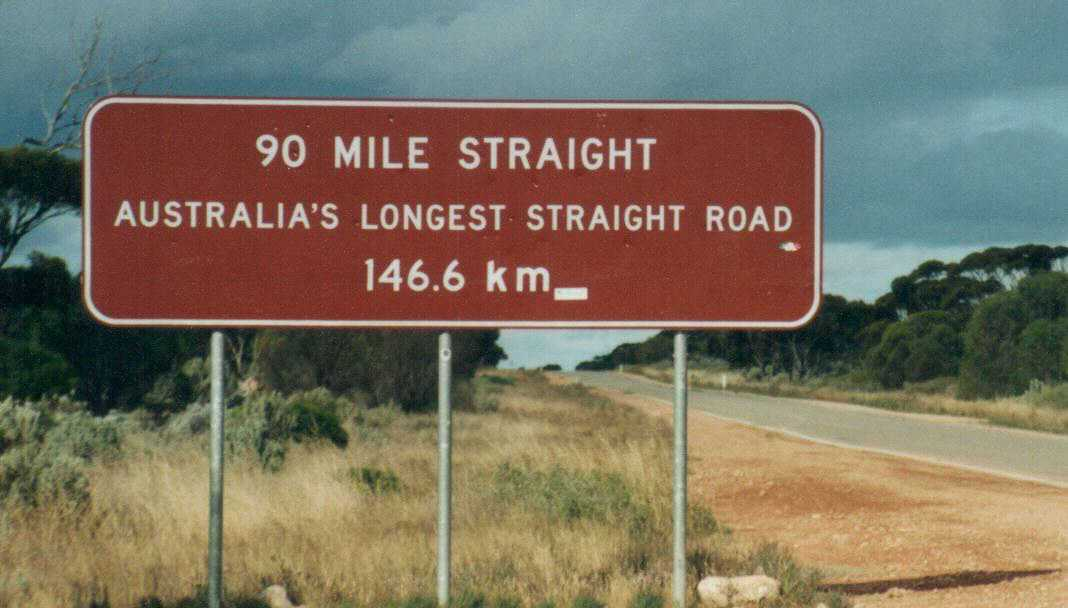
Straßenschild am Eyre Highway

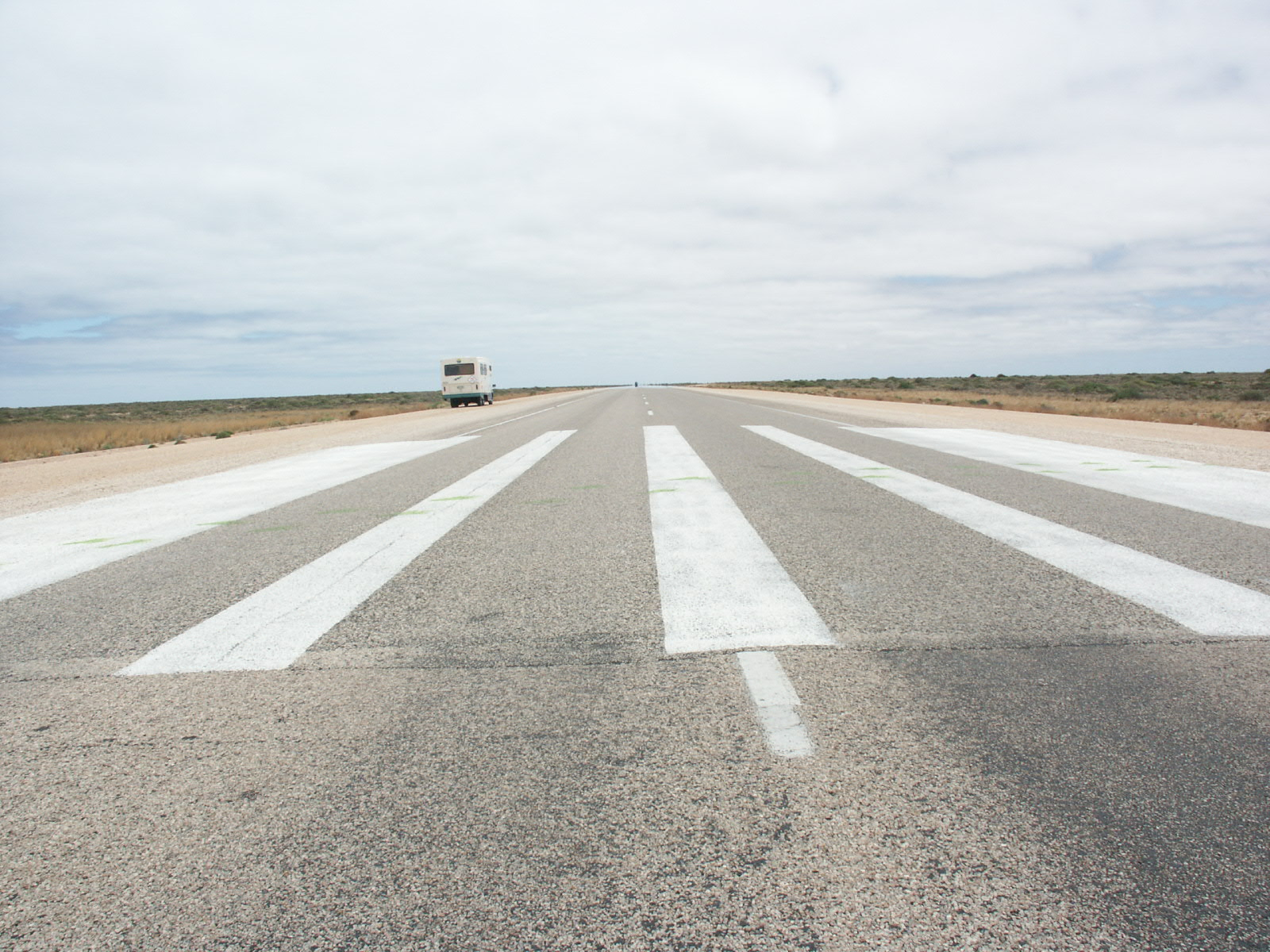
… Notlandebahn für den R. F. D. S.

Entlang der Straße befindet sich zwischen Caiguna und Balladonia mit 146,6 km Länge die längste völlig geradlinig verlaufende Straße Australiens.
Einige Teile der Straße dienen, auf Grund der Abgelegenheit anderer Landemöglichkeiten, als Notlandebahn für den Royal Flying Doctor Service of Australia.
Eine mögliche Erklärung zur Entstehung des Songs Highway to Hell liefert die Straße ebenfalls: Als die Mitglieder der australischen Rockband AC/DC den Highway auf Tour in westlicher Richtung befuhren, wurden sie durch die untergehende Sonne über der schnurgeraden Straße in der Nullarbor-Ebene zu ihrem Song inspiriert.